# Фудбалска репрезентација Сан Марина
Фудбалска репрезентација Сан Марина је фудбалски тим који представља Сан Марино на међународним такмичењима и под контролом је Фудбалског савеза Сан Марина. Тим је имао веома мало успеха, због мале популације републике, најмање од свих чланица УЕФА.
Први званичан меч који је одиграо Сан Марино је био пораз од 4:0 од Швајцарске 1990. године, у квалификацијама за Европско првенство. Пре тога Сан Марино је одиграо меч 1986. против Олимпијског тима Канаде где је изгубио 1:0, али то није био званичан меч. Откако учествује у квалификацијама за Светско и Европско првенство Сан Марино ни у једном такмичењу није успео да победи. До сада су једино победили Лихтенштајн 1:0, у пријатељској утакмици одиграној 28. априла 2004.

## Лоша репутација
Сан Марино по досадашњим суморним резултатима има веома лошу репутацију у светском фудбалу. Национални тим никад није добио неку такмичарску утакмицу; победа од 1:0 у пријатељској против Лихтенштајна је и даље њихова једина победа. Са најмањом популацијом од свих чланица УЕФА, базен са талентима је веома мали. Играчи су већином аматери, једино мали број њих као што су Анди Селва и Алдо Симонћини су професионалци. Пораз од 13:0 код куће од Немачке је рекорд Европских првенстава, а примили су десет голова у још три наврата. На ФИФА светском рангу, Сан Марино обично има најнижи ранг од свих других држава чланица УЕФА, а тренутно се налазе на 211. позицији која им је уједно и најлошија до сада. Од настанка ФИФА рангирања 1992. године, Сан Маринова просечна позиција на Фифиној ранг листи је 179. место.
Противници предвиђају лаке победе у мечевима против Сан Марина, и неуспех да комфорно победе се може лоше одразити на тим. 2001. селектор Летоније Гери Џонсон је опљачкан након меча у којем није успео да победи Сан Марино. Тесна победа Ирске над Сан Марином од 2:1 у фебруару 2007. је резултовала оштрим критикама медија.
Анди Селва, рекордер Сан Марина по броју постигнутих голова са 8 голова за репрезентацију, је једини играч поред Мануела Маранија Сан Марина који је постигао више од једног гола за национални тим.

## Успеси

### Светска првенства
| од 1930 до 1990 | Није учествовала      | Није учествовала      | Није учествовала      | Није учествовала      | Није учествовала      | Није учествовала      | Није учествовала      | Није учествовала      | Није учествовала | Није учествовала | Није учествовала | Није учествовала | Није учествовала | Није учествовала |
| 1994            | Није се квалификовала | Није се квалификовала | Није се квалификовала | Није се квалификовала | Није се квалификовала | Није се квалификовала | Није се квалификовала | Није се квалификовала | 10               | 0                | 1                | 9                | 2                | 46               |
| 1998            | Није се квалификовала | Није се квалификовала | Није се квалификовала | Није се квалификовала | Није се квалификовала | Није се квалификовала | Није се квалификовала | Није се квалификовала | 8                | 0                | 0                | 8                | 0                | 42               |
| 2002            | Није се квалификовала | Није се квалификовала | Није се квалификовала | Није се квалификовала | Није се квалификовала | Није се квалификовала | Није се квалификовала | Није се квалификовала | 8                | 0                | 1                | 7                | 3                | 30               |
| 2006            | Није се квалификовала | Није се квалификовала | Није се квалификовала | Није се квалификовала | Није се квалификовала | Није се квалификовала | Није се квалификовала | Није се квалификовала | 10               | 0                | 0                | 10               | 2                | 40               |
| 2010            | Није се квалификовала | Није се квалификовала | Није се квалификовала | Није се квалификовала | Није се квалификовала | Није се квалификовала | Није се квалификовала | Није се квалификовала | 10               | 0                | 0                | 10               | 1                | 47               |
| 2014            | Није се квалификовала | Није се квалификовала | Није се квалификовала | Није се квалификовала | Није се квалификовала | Није се квалификовала | Није се квалификовала | Није се квалификовала | 10               | 0                | 0                | 10               | 1                | 54               |
| 2018            | Није се квалификовала | Није се квалификовала | Није се квалификовала | Није се квалификовала | Није се квалификовала | Није се квалификовала | Није се квалификовала | Није се квалификовала | 10               | 0                | 0                | 10               | 2                | 51               |
| 2022            | Није се квалификовала | Није се квалификовала | Није се квалификовала | Није се квалификовала | Није се квалификовала | Није се квалификовала | Није се квалификовала | Није се квалификовала | 10               | 0                | 0                | 10               | 1                | 45               |
| Укупно          | —                     | 0/22                  | —                     | —                     | —                     | —                     | —                     | —                     | 66               | 0                | 2                | 64               | 12               | 355              |

### Европска првенства
| Година       | Коло                  |
| ------------ | --------------------- |
| 1960 до 1988 | Није учествовала      |
| 1992 до 2024 | Није се квалификовала |
| Укупно       | 0/17                  |

### Лига нација
| Рекорди у УЕФА Лиги нација | Рекорди у УЕФА Лиги нација | Рекорди у УЕФА Лиги нација | Рекорди у УЕФА Лиги нација | Рекорди у УЕФА Лиги нација | Рекорди у УЕФА Лиги нација | Рекорди у УЕФА Лиги нација | Рекорди у УЕФА Лиги нација | Рекорди у УЕФА Лиги нација | Рекорди у УЕФА Лиги нација | Рекорди у УЕФА Лиги нација |
| Сезона                     | Лига                       | Група                      | ИГ                         | П                          | Н                          | И                          | ГД                         | ГП                         | П/И                        | Поз.                       |
| -------------------------- | -------------------------- | -------------------------- | -------------------------- | -------------------------- | -------------------------- | -------------------------- | -------------------------- | -------------------------- | -------------------------- | -------------------------- |
| 2018/19.                   | Д                          | 2                          | 6                          | 0                          | 0                          | 6                          | 0                          | 16                         | Same position              | 55.                        |
| 2020/21.                   | Д                          | 2                          | 4                          | 0                          | 2                          | 2                          | 0                          | 3                          | Same position              | 54.                        |
| 2022/23.                   | Д                          | 2                          | 4                          | 0                          | 0                          | 4                          | 0                          | 9                          | Same position              | 54.                        |
| Укупно                     | Укупно                     | Укупно                     | 14                         | 0                          | 2                          | 12                         | 0                          | 28                         |                            |                            |

## Победе и ремији
| Сан Марино | 0 : 0    | Турска |
| ---------- | -------- | ------ |
|            | Извештај |        |

| Летонија  | 1 : 1    | Сан Марино |
| --------- | -------- | ---------- |
| Пахарс 1’ | Извештај | Албани 59’ |

| Лихтенштајн              | 2 : 2    | Сан Марино               |
| ------------------------ | -------- | ------------------------ |
| Фрик 16’ · Бургмајер 23’ | Извештај | Гасперони 39’ · Чачи 45’ |

| Сан Марино | 1 : 0    | Лихтенштајн |
| ---------- | -------- | ----------- |
| Селва 6’   | Извештај |             |

| Сан Марино | 0 : 0    | Естонија |
| ---------- | -------- | -------- |
|            | Извештај |          |

| Лихтенштајн | 0 : 0    | Сан Марино |
| ----------- | -------- | ---------- |
|             | Извештај |            |

| Сан Марино | 0 : 0         | Гибралтар |
| ---------- | ------------- | --------- |
|            | Report (UEFA) |           |

## Рекорди

### Играч са највише голова
| # | Играч      | Каријера  | Голова (утакм.) | Голова по утакм. |
| - | ---------- | --------- | --------------- | ---------------- |
| 1 | Анди Селва | 1998—2016 | 8 (74)          | 0,108            |